# Seznam chráněných území v okrese Vranov nad Topľou
Toto je seznam chráněných území v okrese Vranov nad Topľou aktuální k roku 2015, ve kterém jsou uvedena chráněná území v oblasti okresu Vranov nad Topľou.
| Kód | Obrázek            | Typ | Název                  | Rozloha (ha) | Galerie Commons                                     | Popis území | Souřadnice                       |
| --- | ------------------ | --- | ---------------------- | ------------ | --------------------------------------------------- | ----------- | -------------------------------- |
| 543 |                    | PR  | Hermanovské skály      | 33,0700      |                                                     |             |                                  |
| 545 |                    | PR  | Hlinianska jelšina     | 46,1500      |                                                     |             |                                  |
| 611 | Medzianske skalky  | CHA | Medzianske skalky      | 4,0000       | Kategorie „Medzianske skalky“ na Wikimedia Commons  |             | 49°2′29″ s. š., 21°28′43″ v. d.  |
| 624 | Oblík              | NPR | Oblík                  | 90,0000      |                                                     |             | 48°58′25″ s. š., 21°28′20″ v. d. |
| 636 |                    | PP  | Petkovský potok        | 6,7600       |                                                     |             |                                  |
| 656 | Radvanovské skalky | CHA | Radvanovské skalky     | 0,7619       | Kategorie „Radvanovské skalky“ na Wikimedia Commons |             | 49°3′16″ s. š., 21°27′22″ v. d.  |
| 674 |                    | PP  | Skaly pod Pariakovou   | 60,0000      |                                                     |             |                                  |
| 690 | Šimonka            | NPR | Šimonka                | 33,5200      | Kategorie „Šimonka (vrch)“ na Wikimedia Commons     |             | 48°56′40″ s. š., 21°28′6″ v. d.  |
| 794 |                    | CHA | Štefanovská borina     | 2,0400       |                                                     |             |                                  |
| 714 |                    | PR  | Zámutovská jelšina     | 0,6600       |                                                     |             |                                  |
| 715 |                    | PR  | Zámutovské skaly       | 30,6700      |                                                     |             |                                  |
| 792 |                    | PP  | Zapikan                | 1,0000       |                                                     |             |                                  |
| 887 |                    | PP  | Zárez Stravného potoka | 4,0468       |                                                     |             |                                  |
| 725 |                    | PP  | Žipovské mŕtve rameno  | 2,2724       |                                                     |             |                                  |